# 膜叶星蕨
膜叶星蕨（学名：Microsorum membranaceum）为水龙骨科星蕨属下的一个种。

## 扩展阅读
- 維基物種上的相關：膜叶星蕨